# 卡特里娜·扬
卡特里娜·扬（英語：Katrina Young，1992年1月10日—），美国女子跳水运动员，2019年世界游泳锦标赛女子双人10米跳台铜牌得主、2019年世界游泳锦标赛混合团体铜牌得主、2022年世界游泳锦标赛女子双人10米跳台银牌得主。